# 樓層

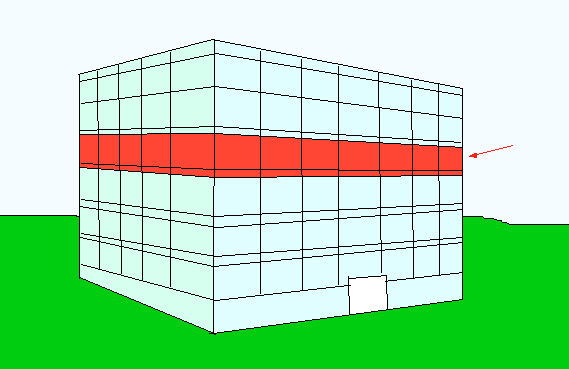
一樓層平面图

楼层 是建筑物中的水平空間部分，樓層的地板可供人们使用，例如可用於工作、娱乐等。每层楼的高度取決於一個房间的天花板高度以及地板的厚度。建筑物内的不同楼层高度也不一樣。

## 序數

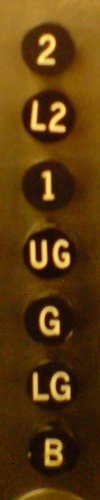
採用歐洲樓層序數的升降機操作面板

建築物的樓層序數有兩款不同的命名習慣：歐洲序數方案和北美序數方案。在北美樓層序數中，與街道相連的樓層是一層（1/F），上一層是二層（2/F）。在歐洲樓層序數中，與街道相連的樓層是地面層（G/F），上一層是一層（1/F）。
左圖顯示英國一部升降機操作面板的樓層序數。一般而言，升降機的按鈕只會顯示數字或英文字，不展示「/F」。
| 序數 | 英文命名           | 中文命名 |
| ---- | ------------------ | -------- |
| 2    | Second Floor       | 二層     |
| L2   | Lower Second Floor | 二層低層 |
| 1    | First Floor        | 一層     |
| UG   | Upper Ground Floor | 地下高層 |
| G    | Ground Floor       | 地下層   |
| LG   | Lower Ground Floor | 地下低層 |
| B    | Basement Floor     | 地庫     |

如果有兩層地庫，通常標示為LG1及LG2，或B1及B2，很少同時使用LG及B。此外，L有時候指Level，例如L2代表Level 2，即二層（Second Floor）。